# Shimamoto
Shimamoto (島本町, Shimamoto-chō) est un bourg du district de Mishima, dans la préfecture d'Osaka, au Japon.
Au 1er novembre 2014, la population s'élevait à 30 068 habitants répartis sur une superficie de 16,78 km2.
La distillerie Yamazaki, la plus ancienne distillerie de whisky japonais, se trouve à Shimamoto.

Shimamoto au sein de la préfecture d'Osaka.